# Белоусов, Степан Мартынович
Степа́н Марты́нович Белоу́сов (17 марта 1918, Усть-Порозиха, Алтайская губерния — 17 октября 1943, Верхнеднепровский район, Днепропетровская область) — адъютант старший батальона 233-го гвардейского стрелкового полка (81-я гвардейская стрелковая дивизия, 7-я гвардейская армия, Степной фронт), гвардии капитан. Герой Советского Союза.

## Биография
Степан Белоусов родился в крестьянской семье 17 марта 1918 года в селе Усть-Порозиха (ныне — в Шипуновском районе Алтайского края). Отучившись 6 классов средней школы, работал в зерносовхозе родного района, сначала учётчиком, а затем продавцом. В РККА с 1938 года.
В ходе Великой Отечественной войны участвовал в сражениях на Сталинградском, Воронежском и Степном фронтах. В бою под Сталинградом получил ранение. Во второй половине лета 1943 года, находясь в составе Воронежского и Степного фронтов, участвовал в Белгородско-Харьковской стратегической операции, в освобождении Харькова и в других оборонительных и наступательных сражениях Курской битвы. После окончания Курской битвы принимал участие в операциях по освобождению Восточной Украины, в том числе, в освобождении Краснограда.
25 сентября 1943 года части 81-й гвардейской стрелковой дивизии 7-й гвардейской армии, в рядах которой служил Белоусов, форсировали Днепр и захватили расположенный на его правом берегу плацдарм. В дальнейшем, Степан Мартынович отличился в ходе удержания и расширения захваченного плацдарма. После этого, дивизия Белоусова в течение нескольких дней смогла оттеснить силы противника на 3 километра от Днепра.
Погиб Степан Мартынович Белоусов 17 октября 1943 года, в ходе боя вблизи хутора Погребная Балка в Верхнеднепровском районе Днепропетровской области УССР. Спустя 9 дней вышел указ Президиума Верховного Совета СССР присвоить гвардии капитану Белоусову Степану Мартыновичу за мужество и героизм, проявленные при форсировании Днепра и в боях на плацдарме звание Героя Советского Союза.
Могила героя расположена в селе Орлик Кобелякского района Полтавской области, на Украине. В память о героическом подвиге Степана Белоусова названа улица в селе Красный Яр в Алтайском крае и улица Новосибирска.

## Награды
- Золотая Звезда Героя Советского Союза
- орден Ленина
- два ордена Красной Звезды